# Мајлан (Њу Мексико)
Мајлан (енгл. Milan) град је у америчкој савезној држави Њу Мексико.

## Демографија
По попису из 2010. године број становника је 3.245, што је 1.354 (71,6%) становника више него 2000. године.
| Група             | 2000.       | 2010.         |
| Белци             | 590 (31,2%) | 601 (18,5%)   |
| Афроамериканци    | 25 (1,3%)   | 45 (1,4%)     |
| Азијати           | 0 (0,0%)    | 18 (0,6%)     |
| Хиспаноамериканци | 989 (52,3%) | 2.178 (67,1%) |
| Укупно            | 1.891       | 3.245         |